# LEGO Batman: Filmul - Unitatea de supereroi
LEGO Batman: Filmul - Unitatea de supereroi (în engleză Lego Batman: The Movie – DC Super Heroes Unite) este un film de animație direct-pe-video cu acțiune și supereroi ce se bazează pe seria Lego Batman și jocul video Lego Batman 2: DC Super Heroes. Deși filmul are scene tăiate din joc, gameplay-ul este înlocuit de noi scene cu aceeași actori.
Filmul a fost lansat pe DVD și Blu-ray pe 21 mai 2013. În România filmul a avut premiera pe 14 februarie 2016 pe canalul Cartoon Network.

## Premisă
Când Jokerul, Lex Luthor și o mulțime de răufăcători fac echipă pentru a distruge Gotham City, Batman, Superman și restul celor din Liga Dreptății încearcă să-i oprească. O petrecere pentru Omul Anului din Gotham City, Bruce Wayne, se transformă în haos atunci când apare Jokerul însoțit de mai mulți răufăcători, Ghicitorul, Catwoman și Two-Face. Cavalerul Negru încearcă să-și facă datoria și să-i ajute pe invitați, dar un personaj negativ nu este atât de evident - Lex Luthor. Acesta are cu el o armă secretă care ar putea schimba echilibrul de putere din Gotham pentru totdeauna. Se poate ca Batman și Robin să nu poată să se descurce cu duoul buclucaș Lex Luthor și Jokerul? Dar pentru ce sunt super-prietenii?

## Voci
- Troy Baker - Batman, Two-Face și Creierul Maniac
- Travis Willingham - Superman
- Christopher Corey Smith - Jokerul
- Clancy Brown - Lex Luthor
- Laura Bailey - Harley Quinn, Poison Ivy și Femeia Minune
- Brian Bloom - Cyborg
- Steven Blum - Bane și Pinguinul
- Cam Clarke - Lanterna Verde și Martian Manhunter
- Townsend Coleman - James Gordon
- Rob Paulsen - Ghicitorul
- Charlie Schlatter - Flash și Robin
- Katherine Von Till - Catwoman și Batcomputerul
- Erin Shanagher - Reporter de la știri

## Legături externe
- LEGO Batman: Filmul - Unitatea de supereroi la Internet Movie Database